# Juha Tiainen
Juha Tiainen, född 5 december 1955 i Uguniemi, död 28 april 2003 i Villmanstrand, var en finländsk friidrottare.
Tiainen blev olympisk mästare i släggkastning vid olympiska sommarspelen 1984 i Los Angeles.